# Моледу (Каминья)
Моледу (порт. Moledo) — район (фрегезия) в Португалии, входит в округ Виана-ду-Каштелу. Является составной частью муниципалитета Каминья. По старому административному делению входил в провинцию Минью. Входит в экономико-статистический субрегион Минью-Лима, который входит в Северный регион. Население составляет 1275 человек на 2001 год. Занимает площадь 7,65 км².